# Труман Капоте
Труман Капоте(енгл. Truman Capote, IPA: ; Њу Орлеанс, 30. септембар 1924 — Лос Анђелес, 25. август 1984) био је амерички књижевник. Најпознатији је по романима Други гласови, друге собе, Доручак код Тифанија, Хладнокрвно убиство и Услишене молитве који су постали саставни део америчке књижевности двадесетог века. Поред књижевне каријере, Капоте је остао упамћен и по богатом и интригантом животу који је привлачио таблоиде који су од њега направили звезду седамдесетих. Године 2006. снимљен је филм према догађајима који су довели до писања романа Хладнокрвно убиство под насловом „Капоте“. Филип Симор Хофман је као тумач насловне улоге добио Оскара.

## Детињство и младост
Капоте је рођен као Труман Стрекфас Парсонс у Њу Орлеансу, као прво дете седамнаестогодишње Лили Меј и морнара Архулунса Персонса. Након што су се његови родитељи развели када је имао четири године, Труман је морао да живи у Монровилу (градић у америчкој држави Алабама) код рођака са мајчине стране, које ће касније описати у својој причи Божићна успомена. Научио је да чита и пише пре поласка у школу, а прве приче написао је у својој једанаестој години. Отприлике у то време даје себи надимак Булдог, по Булдогу Драмонду, детективу из популарног циклуса филмова снимљених тридесетих година.
У овом периоду упознаје и постаје пријатељ са Харпер Ли, будућом ауторком романа Убити птицу ругалицу. Са њом је остао близак до своје смрти. Капотеу је управо Харпер Ли послужила као модел за стварање лика Идабел у роману Други гласови, друге собе. Са друге стране Харпер је Дила, лика из њеног романа Убити птицу ругалицу, базирала управо на Труману. Коментаришући ово пријатељство Труман је изјавио:„Господин и госпођа Ли живели су јако близу, а Харпер Ли ми је била најбољи пријатељ. Да ли сте читали њен роман Убити птицу ругалицу? Ја сам један од ликова у тој књизи чија се радња одвија у истом градићу у Алабами где смо обоје одрасли. Њен отац је био адвокат, те смо она и ја стално одлазили на суђења када смо били деца. Ишли смо на суђења уместо у биоскоп“.
Године 1933. сели се у Њујорк након што му се мајка преудала за пословног човека кубанског порекла, Џозефа Капотеа. Џо Капоте је непосредно након венчања банкротирао, па је Труманова породица поново морала да се носи са финансијским проблемима. Џозеф усваја Трумана, даје му своје презиме и уписује га у најскупље елитне школе на Менхетну. Упркос добрим школама ни у једној се није задржао дуго. Његове оцене су биле толико лоше да се чак постављало питање дечакове интелигенције. Капоте је у неколико наврата тврдио да је на тестовима код психолога показао коефицијент интелигенције 215, што га је чинило најинтелигентнијим дечаком у Америци.  Иако је читав догађај око тестирања највероватније преувеличан, чињеница да је надпросечно интелигентан охрабрила га је да прихвати себе и оправда сопствено понашање.

Са 17 година напушта школовање и добија посао у часопису Њујоркер. Труман је годинама касније овим речима говорио о свом првом запослењу:„то и није био баш сјајан посао. Он је заправо укључивао слагање карикатура и новинских исечака. Али ипак, био сам срећан јер сам га имао, посебно јер сам донео одлуку да никада више не крочим у школску учионицу. Сматрао сам да или јеси или ниси писац, и да никаква комбинација професора не може од тебе направити писца ако ниси за то предодређен. И даље мислим да сам био у праву, макар у мом случају“. Труман је у овом периоду почео да пише са озбиљношћу и великим самопоуздањем. Његово самопоуздање је било толико да је 1944. јавно извређао познатог песника Роберта Фроста.

## Грађење књижевне каријере

### Ране приповетке
На почетку каријере Труман Капоте се првенствено фокусирао на писање приповедака. Између 1943. и 1946. написао је неколико кратких прозних дела која се данас налазе у многим антологијама приповедака друге половине 20. века. Из овог периода посебно треба издвојити приче Проповедникова легенда, Мирјам, Сопствена ласица, Затворена последња врата(за коју је добио О. Хенри награду са 24. године). Ове приче али и многе друге објављиване су по књижевним часописима али и у популарним магазинима тог времена као што су Њујоркер, Воуг, Мадмоазел, Харпер базар.
Рандом хаус, издавач његовог првог романа Други гласови, друге собе, искоришћавајући успех романа, већину ових раних прича објављује под називом Дрво ноћи и друге приче(A Tree of Night and Other Stories). Након изласка ове збирке Труман пада у депресију која је проузрокована стваралачком блокадом. Тада одлази на путовање по Европи, а искуства и утиске стечене на том путовању преноси у збирку путописних есеја Локалне боје ( Local color, 1950).

### Први роман,Други гласови друге собе
Четрдесетих година Капоте ради на свом првом роману чија се радња одвија у Њујорку. Аутор је касније тврдио да је рукопис овог романа уништен, да би се 2004. испоставило да га је из канте за ђубре педесетих година спасио његов кућепазитељ. Роман је објављен постхумно 2006. под радним насловом Летње крстарење.
Други гласови друге собе (Other Voices, Other Rooms) је његов први објављени роман. Прилику да напише ову књигу омогућава му чињеница да је његову приповетку Мирјам запазио издавач Рандом хауса, Бенет Серф, који му је понудио уговор. Са чеком од 1 500 долара, Труман се враћа у Монровил где започиње рад на књизи. Друге гласове друге собе писао је у неколико градова пуне три године. Светлост дана роман је угледао 1948. године. Многи биографи су ово дело посматрали као полу-аутобиографско дело. Такво мишљење је имао и сам аутор који је у свом есеју овако прокоментарисао стварање свог првенца: „Друге собе, други гласови је био покушај да истерам демоне, несвесни, потпуно интуитиван покушај. Нисам био свестан да је осим пар догађаја и описа великим делом аутобиографија. Читајући га сад, осећам неопростиву самообману“. У истом том есеју говори како је посета куће у Монровилу омогућила да седне и да га напише.
Фабула у роману се базира на догађајима у животу Џоела Кнокса који након смрти своје мајке одлази да живи код оца у Њу Орлеансу. Осим што је у роману приказано болно одрастање једног дечака који покушава да обнови односе са својим оцем, роман је подигао велику прашину чињеницом да се дечак заљубљује у трансвестита Рандолфа.
У првој години роман је продат у више од 26.000 примерака а на листи бестселера Њујорк тајмса налазио се пуних девет недеља. Контроверзе око овог романа преко ноћи су направиле од Капотеја литерарну фигуру. Осим контроверзне фабуле, доста прашине се подигло и око фотографије Трумана Капотеа на полеђини корица првог издања. На тој фотографији, коју је начинио Харолд Хлум, Труман лежи и сензуално гледа право у објектив. Иако се бранио да је ова поза настала сасвим случајно, биографи се слажу око тога да је таква сензуална фотографија била његова идеја. Труманов биограф, Кларк Џералд, истиче да је већи део публицитета који је тада окруживао младог књижевника био продукт различитих интерпретација саме слике. Већина је фотографију доживљавала као сексуалну провокацију и као Капотеово гнушање према конвенционалном моралу. Ускоро фотографија је била копирана, имитирана па чак и пародирана широм државе а сама слика постаће нека врста симбола читавог Капотеовог живота. Фотографија је оставила снажан утисак и на двадесетогодишњег Ендија Ворхола, који је одмах написао писмо дивљења Капотеу. Капотеов велики утицај на Ворхола види се и у томе што је своју прву самосталну изложбу назвао 50 цртежа заснованих на писању Трумана Капотеа.
Роман Други гласови, друге собе се нашао на 26. месту листе 100 најбољих романа са геј и лезбејском тематиком коју је направио The Publishing Triangle 1999. године

### Доручак код Тифанија
Публикација Доручак код Тифанија: кратак роман и три приповетке појавила се 1958. Осим кратког романа Доручак код Тифанија у њој су се нашле и три краће приповетке: Божићна успомена, Кућа цвећа и Дијамантска гитара. Дело је недељама била на врху листе бестселера. Књижевник и критичар, Норман Мејлер, коментаришући стил у овој новели Трумана назвао „најсавршенијим писцем своје генерације“ додајући да у самом роману „не би променио ни две речи“.
Главна јунакиња овог романа, Холи Голајти, постала је засигурно најпознатији и највољенији лик Капотеовог опуса. Новела говори о Холи, младој Њујорчанки, која зна само за забаву и о њеном пријатељству са неименованим наратором. Роман је отворио праву малу хистерију у Њујоршком монденском кругу, где су многе даме тврдиле да су управо оне биле инспирација за лик Холи. Са друге стране сам аутор је тврдио да није једна особа била модел за креирање овог лика већ више њих. Популарност књиге посебно је допринело снимање истоименог филма са Одри Хепберн у главној улози. Сам аутор је био јако незадовољан екранизацијом сматрајући да су саму нит приче упростили и лишили дубине. Данас филм има антологијски значај.

### Рад у позоришту и на филму
Раних педесетих Труман Капоте ради као сценариста на филму и у позоришту. Године 1952. прерадио је свој роман Харфа траве (The Grass Harp) у позоришни комад, а затим је радио на бродвејском мјузиклу Кућа цвећа (House of Flowers), из којег се посебно издвојила песма Успавана пчела. У филмском свету Труман је остао запамћен по сценарију за филм Удри ђавола и адаптацији новеле Окретај завртња Хенрија Џејмса у филм Невиност. Путујући са поставком опере Порги и Бес по Совјетском Савезу, из низа чланака које пише за Њујоркер, настаје збирка Музе су саслушане (The Muses Are Heard).

### Хладнокрвно убиство
Књига Хладнокрвно убиство (In Cold Blood), је настала директно инспирисана масакром породице Клатер у сеоском месту Холком, Канзас. Труман се упознао са овим стравичним догађајем читајући чланак од 300 речи у Њујорк тајмсу. Убиство богатог фармера, његове жене и њихове двоје деце дубоко је потресло америчко друштво. Капоте одлучује да напише роман на основу догађаја који су се десили. Да би сакупио грађу одлази са Харпер Ли у Канзас где је интервјуисао становнике тог малог града. Када су убице биле ухваћене, Труман је успео да направи и серију интервјуа са једним од њих.
Капоте је ово своје дело дефинисао као нефикционални роман, односно покушао је да што верније реконструише околности, догађаје, дијалоге и сам чин убиства, инсистирајући да је свака реч у роману истинита. Роман је постао бестселер и добио је позитивне критике од књижевних критичара. Са друге стране неки критичари су указивали да иако се Труман трудио да опише стварне догађаје засноване искључиво на чињеницама, неки одломци романа су евидентно чиста фикција. Посебно је истицано да је крај романа потпуно фикционалан јер је сам Капоте желео да учини крај романа ефективнијим. Филип К. Томпкинс је написао: „Тврдећи да је свака реч у роману истинита, Труман је постао рањив у односу на све оне читаоце који желе да испитају овакву сумњиву тврдњу“.
Дело је два пута било екранизовано, први пут 1967. а други пут у виду мини-серије 1996. Исто тако, приказ Трумановог живота док је писао овај роман је представљен у два филма Капоте (2005) и Озлоглашен (2006)

## Монденски живот
Труман Капоте је био отворени хомосексуалац. Прва озбиљнија веза му је била са Њутоном Арвином
, професором књижевности на Смит колеџу, који је касније добио и Букерову награду за биографију Хермана Мелвила. Године 1948. упознаје писца Џека Данфија са киме започиње заједнички живот. Данфи је по много чему био сушта супротност Капотеу али и његов највећи ослонац. 1950. смештају се у Таормину на Сицилији, у кући у којој је једно време живео и Д. Х. Лоренс, али се убрзо враћају у Њујорк. Њихова веза, уз повремене прекиде трајаће до Капотеове смрти. У својој књизи "Драги геније..." Сећање на мој живот са Труманом Капотијем, Данфи је покушао да објасни свој однос са Капотијем у њиховој вези, и Капотија ван њихове везе, жељног успеха и зависника од дрога и алкохола.
Труман са својим веома пискавим гласом, феминизираним понашањем и јако духовитим опаскама привлачио је много пажње јавности што га је довело у монденске кругове који ће га касније стајати главе. Кретао се у круговима славних књижевника, утицајних критичара, богаташа, тајкуна, филантропа, холивудских звезда и осталих припадника високог друштва. Део његовог јавног живота чинило је и стално ривалство са писцем Гор Видалом.
Био је познат и по необичној гардероби, али и сјајним забавама о којима се причало годинама. Често је тврдио да познаје особе које у ствари никада није упознао као што је Грета Гарбо. Приватно се дружио са Мерилин Монро, Талулом Банкхед, Мик Џегером, Енди Ворхолом, Џеки Кенеди...
Познатији него икада, Труман је после Хладнокрвног убиства, писао само краће текстове за часописе, напредујући све више на друштвеној лествици у Њујорку. Писац Гор Видал, његов ривал и особа која је потицала из веома богате породице прокоментарисао је: „Труман Капоте је покушао, са одређеним успехом, да уђе у свет из којег сам ја, са одређеним успехом, желео да побегнем.“
Дана 28. новембра 1966. у част издавача Вашингтон поста Кетрин Грам, Капоте је приредио и био домаћин легендарног маскенбала, под називом Црно бели бал који је одржан у великој сали Плаза хотела. Овај догађај се није само сматрао догађајем сезоне, већ је познат и као забава деценије. Њујорк Тајмс и други часописи су овој забави дали доста медијског простора, а Дебора Дејвис је написала читаву књигу о овом догађају, под називом Забава века.
Иако је био на врхунцу славе, Капоте је у овом периоду имао низ емотивних али и пословних неуспеха и стваралачку блокаду. Тонуо је све више у алкохолизам а почео је да конзумира и дроге. Низ неуспеха наставио се и тиме што је његова адаптација романа Велики Гетсби у филмски сценарио била одбијена од стране холивудског студија. Године 1972. Капоте путује са групом Ролингстонси по Америци где треба да прави серију интервјуа са Мик Џегером и да пише о њиховој турнеји за часопис Ролинг стоун. Ову турнеју Капоте више користи као могућност да посећује своје пријатеље по земљи него да озбиљно прати рад групе. Жестоке свађе са Мик Џегером кулминирају у Капотеово одбијање да уопште напише икакав чланак о групи.

### Услишене молитве
Водећи богат социјални живот Капоте је скупљао грађу са свој нови роман, под радним називом Услишене молитве. Роман је требало да представља амерички еквивалент Прустовом У трагању за изгубљеним временом и требало је да представља врхунац његовог примењивања такозваног nonfiction жанра. Иако је Капоте намеравао да роман објави још 1968. све више и више је одлагао датум. Због овакве врсте одлагања био је присиљен да врати новац који је добио од Холивуда за екранизацију.
Због кружења приче да овај роман није ни започет, Труман је био присиљен да у магазину „Есквајер“, у периоду између 1975. и 1976. године, објави 4 поглавља свог романа. Прво поглавље под називом Mojave је одлично примљено од стране критичара, али већ наредно "La Côte Basque 1965." изазвало је многе контроверзе. Наиме ово поглавље базирано је на дисфункционалним приватним животима телевизијског магната Вилијам С. Пели и његове супруге Бејб Пели који су били Капотеови одлични пријатељи. Капотеове богате пријатељице и моћни савезници доживели су ово поглавље као велику издају, јер је у јавност изнео тајне своја два пријатеља и са разлогом су се плашили да се то не деси и са њиховим тајнама које је Капоте јако добро знао. Друга два поглавља „Неразмажено чудовиште“ и „Кејт Меклауд“ су великим делом потврдила њихове страхове. У њима су се нашли многи трачеви о његовим пријатељима а некима није променио чак ни име када их је претворио у ликове свог романа. „Неразмажено чудовиште“ донело је у једном делу отворену сатиру америчког драматурга Тенеси Вилијамса, што је потпуно разорило њихово пријатељство. Већина познатих и славних пријатеља прекинуло је дружење са Труманом. Услишене молитве остале су незавршене а сам рукопис објављен је постхумно.

## Смрт
Умро је 25. августа 1984. у Лос Анђелесу у педесетдеветој години од рака јетре.

## Портретисање Трумана Капотеа на филму
Скандалозан и необичан живот Трумана Капотеа инспирисао је стварање неколико филмова који су се бавили неким сегментом његовог живота.
Као епизодни јунак, лик Трумана Капотеа се појављује у неколико филмова портретисан од стране различитих глумаца. Паул Вилијамс је глумио Капотеа у филму Дорси, у којем упознаје Џима Морисона са Ендијем Ворхолом. Луис Неџин је такође глумио Капотеа у филму 54, а Сем Стрит је врло успешно одглумио Трумана у филму Није ли велика, филму који се бавио животом Жаклин Сузан.
Године 2005. појављује се филм Капоте, који се бавио догађајима у Трумановом животу који су уследили пре, током и непосредно после писања и објављивања романа Хладнокрвно убиство. Филм је режирао Бенет Милер а самог Капотеа је глумио Филип Симор Хофман. Филм је добио велику пажњу критичара и многи су га уврстили у 10 најбољих филмова 2005. године. Филм је био номинован за оскара у 5 категорија: за најбољи филм, најбољу главну мушку улогу, најбољу режију, најбољи адаптирани сценарио и најбољу женску споредну улогу. Управо перформанс Филипа Симора Хофмана донео је филму Оскара за најбољу главну мушку улогу, али и многе друге престижне награде у истој категорији као што су Златни глобус и награду БАФТА.
Следеће године појавио се филм са сличном тематиком, Озлоглашен. У овом филму Капотеа је тумачио Тоби Џоунс, а поред њега у филму глуми Сандра Булок, Сигорни Вивер, Данијел Крејг, Гвинет Палтроу, Изабела Роселини, Питер Богданович. Озлоглашен је остао у сенци прошлогодишњег филма Капоте, јер су оба филма обрађивала исту тему у кратком временском размаку.

## Дела
| Година | Наслов                       | Врста                                                     |
| ------ | ---------------------------- | --------------------------------------------------------- |
| 1945   | Мирјам ()                    | Прича објављена у часопису Мадмоазел                      |
| 1948   | Други гласови, друге собе () | Роман                                                     |
| 1949   | Дрво ноћи и друге приче ()   | Колекција приповедака                                     |
| 1951   | Трава харфе ()               | Роман                                                     |
| 1952   | Трава харфе ()               | Драма                                                     |
| 1953   | Удри ђавола                  | Сценарио                                                  |
| 1954   | Кућа цвећа ()                | Бродвејски мјузикл                                        |
| 1955   |                              | Приповетка објављена у часопису Вог                       |
| 1956   | Божићна успомена ()          | Приповетка објављена у часопису Мадмоазел                 |
| 1957   |                              | Портрет Марлон Бранда објављен у часопису Њујоркер        |
| 1958   | Доручак код Тифанија ()      | Кратки роман                                              |
| 1960   | Невиност                     | Сценарио базиран на роману Окретај завртња Хенрија Џејмса |
| 1963   |                              | Антологија Капотеових прича                               |
| 1965   | Хладнокрвно убиство ()       | Нефикционални роман                                       |
| 1973   | (антологија)                 | Колекција путописних чланака и скечева                    |
| 1980   | Музика за Камелеоне ()       | Колекција приповедака                                     |
| 1983   | Један Божић ()               | Празнична прича објављена за Божић као посебна књига      |
| 1987   | Услишене молитве ()          | Објављено постхумно                                       |